# تپه باغ
تپه باغ در شهرستان ازنا، بخش مرکزی، دهستان پاچه لک غربی، حدود ۸۰۰ متری جنوب شهرک المهدی، کنار جاده واقع شده و این اثر در تاریخ ۲۳ بهمن ۱۳۸۵ با شمارهٔ ثبت ۱۷۱۶۳ به‌عنوان یکی از آثار ملی ایران به ثبت رسیده است.